# 休伦 (南达科他州)
休伦（英語：Huron）是美国南达科他州下属的一座城市，也是比德爾郡的郡治。根据2020年美国人口普查，该市有人口14,263人。